# Rejsetiden for tog i Danmark 2016
Rejsetiden for tog i Danmark 2016 er en oversigt over rejsetiden med tog på udvalgte jernbanestrækninger i Danmark i 2016. Rejsetiden - der er angivet i timer og minutter - er opgjort ud fra de korteste rejsetider angivet i DSB's køreplan for 2016 (K16) gældende fra den 13. december 2015, de øvrige togoperatørers køreplaner og rejseplanen. Enkelte destinationer i Tyskland og Skåne er medtaget i det omfang, de indgår som en integreret del af den danske trafik.
De korteste rejsetider med lyntog fra København er 1 time og 13 minutter til Odense, 2 timer og 48 minutter til Aarhus, 2 timer og 37 minutter til Esbjerg (InterCity mellem Odense og Esbjerg) og 4 timer og 12 minutter til Aalborg.
Ifølge DSB indebærer køreplanen K16 de mest omfattende rejsetidsreduktioner siden åbningen af Storebæltsforbindelsen i 1997. På nogle rejser opnås rejsetidsgevinster på op mod 46 minutter. Endvidere er rejsetiden reduceret med ca. 20 minutter fra København H til eksempelvis Esbjerg (med skift i Odense), Sønderborg (lyntog) og Flensborg (med skift i Fredericia). Rejsetiderne i 2016 forventes videreført i 2017 og 2018.

## Fjern- og regionaltog
|             | Aalborg | Esbjerg | Flensborg | Frederikshavn | Hamborg | Holbæk | Høje Taastrup | Odense | Nyborg | Næstved | Nykøbing Falster | Padborg | Sønderborg | Vordingborg |
| ----------- | ------- | ------- | --------- | ------------- | ------- | ------ | ------------- | ------ | ------ | ------- | ---------------- | ------- | ---------- | ----------- |
| København H | 4:12    | 2:37    | 3:12      | 5:29          | 4:32    | 0:42   | 0:11          | 1:13   | 1:09   | 0:52    | 1:33             | 2:59    | 3:23       | 1:08        |

|          | Aalborg | Esbjerg | Flensborg | Frederikshavn | Hamborg | Herning | København H | Københavns Lufthavn | Odense | Odder | Padborg | Silkeborg | Viborg |
| -------- | ------- | ------- | --------- | ------------- | ------- | ------- | ----------- | ------------------- | ------ | ----- | ------- | --------- | ------ |
| Aarhus H | 1:16    | 2:15    | 2:22      | 2:33          | 4:30    | 1:13    | 2:48        | 3:09                | 1:33   | 0:39  | 2:09    | 0:40      | 1:04   |

|           | København H | Københavns Lufthavn | Malmö | Nørreport | Østerport |
| --------- | ----------- | ------------------- | ----- | --------- | --------- |
| Helsingør | 0:44        | 1:03                | 1:23  | 0:40      | 0:37      |

|                     | København H | Malmö C |
| ------------------- | ----------- | ------- |
| Københavns Lufthavn | 0:12        | 0:20    |

## S-tog
|             | Ballerup | Farum | Frederikssund | Hillerød | Holte | Køge |
| ----------- | -------- | ----- | ------------- | -------- | ----- | ---- |
| København H | 0:23     | 0:38  | 0:43          | 0:42     | 0:27  | 0:39 |

|           | Ballerup | Farum | Frederikssund | Hillerød | Holte | Køge |
| --------- | -------- | ----- | ------------- | -------- | ----- | ---- |
| Nørreport | 0:28     | 0:33  | 0:48          | 0:37     | 0:22  | 0:44 |

|          | Hellerup | Ny Ellebjerg |
| -------- | -------- | ------------ |
| Nørrebro | 0:06     | 0:12         |

## Metro
|           | Københavns Lufthavn | Vanløse | Vestamager |
| --------- | ------------------- | ------- | ---------- |
| Nørreport | 0:15                | 0:09    | 0:14       |

## Lokalbaner
|          | Gilleleje | Helsingør |
| -------- | --------- | --------- |
| Hillerød | 0:33      | 0:28      |

|        | Frederikshavn |
| ------ | ------------- |
| Skagen | 0:35          |

|       | Jægersborg |
| ----- | ---------- |
| Nærum | 0:13       |

|         | Slagelse |
| ------- | -------- |
| Tølløse | 0:46     |